# Tarista nigrirenalis
Tarista nigrirenalis är en fjärilsart som beskrevs av Achille Guenée 1854. Tarista nigrirenalis ingår i släktet Tarista och familjen nattflyn. Inga underarter finns listade i Catalogue of Life.